# Mikkel Robrahn
Mikkel Robrahn (* 13. Januar 1991 in Lauenburg/Elbe) ist ein deutscher Schriftsteller und Podcaster sowie ehemaliger Mitarbeiter von PietSmiet.

## Leben
Robrahn wurde am 13. Januar 1991 im norddeutschen Lauenburg geboren, wo er auch aufwuchs. Sein Vater war der Journalist Jens Robrahn, der 2010 verstarb. Er hat einen Zwillingsbruder. In seiner Jugend spielte er Handball. Nach seinem Abschluss an einer Realschule absolvierte er eine kaufmännische Ausbildung. Danach begann er ein BWL-Studium, das er aufgrund des hohen Mathematikanteils jedoch vorzeitig abbrach. Allerdings entdeckte er in dieser Zeit seine Liebe zu den Romanen von Stephen King. Von Mai 2013 bis Juni 2015 arbeitete er als Praktikant bei der OnlineWelten GmbH  in Berlin. Ab dem 1. Juli 2015 arbeitete er als Chefredakteur für die Internetseite (pietsmiet.de) von PietSmiet. Wenig später wurde er COO der PietSmiet UG (Haftungsbeschränkt) & Co. KG. Von 2015 bis einschließlich 2022 war er Produzent des Charity-Livestreams Friendly Fire.
Seit April 2017 führt er gemeinsam mit LeFauko durch den Podcast Das Dilettantische Duett. Von September 2018 bis Juni 2021 moderierte er den Podcast PietCast. Seit dem 20. Juli 2019 veröffentlicht er gemeinsam mit Gunnar Krupp und Julian Laschewski den Podcast Bookapalooza. Des Weiteren bewertete er anlässlich des Eurovision Song Contest 2020 und des Eurovision Song Contest 2021 alle Lieder der teilnehmenden Interpreten.
2019 erschien mit Viggo: A PietSmiet Story sein erstes Buch im Community Editions-Verlag. 2020 folgte sein Fantasyroman Hidden Worlds 1 – Der Kompass im Nebel, der im S. Fischer Verlag veröffentlicht wurde. 2021 wurde die Trilogie mit Hidden Worlds 2 – Die Krone des Erben und Hidden Worlds 3 – Das Schwert der Macht abgeschlossen. Die ersten zwei Bände erschienen als Hörspiel gesprochen von Lara Trautmann und Max Felder. 2022 erschien der Fantasyroman Signs of Magic 1 – Die Jagd auf den Jadefuchs ebenfalls im S. Fischer Verlag. 2022 folgten Signs of Magic 2 – Die Suche nach Tzunath und Signs of Magic 3 – Die Spur des Hounds.
2024 erschien sein aktuellstes Werk Eternity Online.
Neben seiner Tätigkeit als Schriftsteller arbeitet Robrahn als Koordinator des Business Development Yvolve.

## Bibliographie
- Viggo: A PietSmiet Story. Community Editions, Köln 2019, ISBN 978-3-96096-081-2
- Hidden Worlds 1 – Der Kompass im Nebel. S. Fischer Verlag, Frankfurt a. M. 2020, ISBN 978-3-7335-5000-4
- Hidden Worlds 2 – Die Krone des Erben. S. Fischer Verlag, Frankfurt a. M. 2021, ISBN 978-3-7335-5015-8
- Hidden Worlds 3 – Das Schwert der Macht. S. Fischer Verlag, Frankfurt a. M. 2021, ISBN 978-3-7335-5017-2
- Signs of Magic 1 – Die Jagd auf den Jadefuchs. S. Fischer Verlag, Frankfurt a. M. 2022, ISBN 978-3-7335-5024-0
- Signs of Magic 2 – Die Suche nach Tzunath. S. Fischer Verlag, Frankfurt a. M. 2022, ISBN 978-3-7335-5025-7
- Signs of Magic 3 – Die Spur des Hounds. S. Fischer Verlag, Frankfurt a. M. 2022, ISBN 978-3-7335-5026-4
- mit Papaplatte u. Reeze: Edeltalk: Das Buch zum Podcast. Riva Verlag, München 2022, ISBN 978-3-96775-080-5
- Eternity Online. S. Fischer Verlag, Frankfurt a. M. 2024, ISBN 978-3-596-70874-1
- Eternity Online 2. S. Fischer Verlag, Frankfurt a. M. 2025, ISBN 978-3-596-71165-9

## Podcasts
- seit 2017: Das Dilettantische Duett (mit LeFauko)[10]
- 2018–2021: PietCast (mit Team PietSmiet)[11]
- 2019–2021: Bookapalooza (mit Gunnar Krupp und Julian Laschewski)[12]
- seit 2023: 12 Points (mit LeFauko)